# Lōc-ed After Dark
Albums de Tone-Lōc
Cool Hand Lōc
(1991)
Singles
1. Wild Thing
Sortie : 1989
2. Funky Cold Medina
Sortie : 21 mars 1989
3. I Got It Goin' On
Sortie : 13 juin 1990

Lōc-ed After Dark est le premier album studio de Tone-Lōc, sorti le 23 janvier 1989.
La photo de la pochette du disque est inspirée de celle de A New Perspective de Donald Byrd (1963).
L'album s'est classé 1er au Billboard 200, 3e au Top R&B/Hip-Hop Albums et a été certifié double disque de platine par la Recording Industry Association of America (RIAA) le 9 mai 1989.

## Liste des titres
| No  | Titre                                                                             | Contient un (des) sample(s) de | Durée |
| --- | --------------------------------------------------------------------------------- | --- | ----- |
| 1.  | On Fire (Remix) (Produit par Matt Dike et Michael Ross)                           | You Got the Love de Rufus & Chaka Khan Synthetic Substitution de Melvin Bliss | 4:57  |
| 2.  | Wild Thing (Produit par Matt Dike et Michael Ross)                                | Jamie's Cryin' de Van Halen The Dogs (extrait du film Nola Darling n'en fait qu'à sa tête) | 4:25  |
| 3.  | Loc'ed After Dark (Produit par Matt Dike et Michael Ross)                         | Easin' In d'Edwin Starr Rock Creek Park des Blackbyrds | 5:09  |
| 4.  | I Got It Goin' On (Produit par Matt Dike et Michael Ross)                         | | 4:29  |
| 5.  | Cutting Rhythms (Produit par The Dust Brothers)                                   | Black Cow de Steely Dan Band on the Run de Paul McCartney and Wings I'm Gonna Love You Just a Little More Baby de Barry White Love Is Alive de Gary Wright UFO d'ESG Can't Hide Love d'Earth, Wind & Fire Catch a Groove de Juice                                               | 5:25  |
| 6.  | Funky Cold Medina (Produit par Matt Dike et Michael Ross)                         | Christine Sixteen de Kiss Hot Blooded de Foreigner Honky Tonk Women des Rolling Stones Get Off Your Ass and Jam de Funkadelic (I Can't Get No) Satisfaction des Rolling Stones Burn Rubber on Me (Why You Wanna Hurt Me) du Gap Band La Di Da Di de Doug E. Fresh et Slick Rick | 4:04  |
| 7.  | Next Episode (Produit par The Dust Brothers)                                      | Son of Slide de Slave The Bump des Commodores | 3:56  |
| 8.  | Cheeba Cheeba (featuring N'Dea Davenport – Produit par Matt Dike et Michael Ross) | Maybe Your Baby de Stevie Wonder Smokin Cheeba-Cheeba du Harlem Underground Band Breakthrough d'Isaac Hayes | 6:10  |
| 9.  | Don't Get Close (Produit par The Dust Brothers)                                   | Rock Candy by Montrose (1973) | 3:38  |
| 10. | Loc'in on the Shaw (Produit par Matt Dike et Michael Ross)                        | Smokin Cheeba-Cheeba du Harlem Underground Band North, East, South, West de Kool & the Gang Gimme Some More des J.B.'s | 5:11  |
| 11. | The Homies (Produit par Matt Dike et Michael Ross)                                | Hey! Last Minute des Meters Mothership Connection (Star Child) de Parliament What's Going On de Marvin Gaye | 3:48  |